# Єгінди
Єгінди́ (каз. Егінді) — село у складі Улькен-Наринського району Східноказахстанської області Казахстану. Входить до складу Алтинбельського сільського округу.
Населення — 185 осіб (2021; 232 у 2009, 362 у 1999, 521 у 1989).
Національний склад станом на 1989 рік:
- росіяни — 54 %
- казахи — 42 %

Станом на 1989 рік село називалось Яри, до 2013 року — Жар.